# Star Wars, épisode I : La Menace fantôme
Vous lisez un « bon article » labellisé en 2014.
Pour les articles homonymes, voir Star Wars, épisode I : La Menace fantôme (homonymie).
Série Star Wars
Épisode VI : Le Retour du Jedi
(1983) Épisode II : L'Attaque des clones
(2002)
Pour plus de détails, voir Fiche technique et Distribution.
Star Wars, épisode I : La Menace fantôme (Star Wars: Episode I – The Phantom Menace) est un film américain de science-fiction de type space opera écrit et réalisé par George Lucas, sorti en 1999.
C'est le quatrième opus de la saga Star Wars par sa date de sortie, mais le premier dans l'ordre chronologique de l'histoire. Sorti seize ans après Le Retour du Jedi, il ouvre une nouvelle trilogie de préquelle, la « prélogie ». Le film est également la quatrième réalisation de Lucas après un hiatus de vingt-deux ans.
Le film suit le chevalier Jedi Qui-Gon Jinn et son apprenti Obi-Wan Kenobi qui escortent et protègent la reine Amidala qui voyage de la planète Naboo à la planète Coruscant dans l'espoir de trouver une issue pacifique à un différend commercial interplanétaire. Il met également en scène le jeune Anakin Skywalker avant qu'il ne devienne un Jedi. Celui-ci est alors un jeune esclave qui semble avoir une forte prédisposition à l'utilisation de la Force.
Les principaux rôles sont tenus par Liam Neeson, Ewan McGregor, Natalie Portman, Jake Lloyd, Ian McDiarmid et Pernilla August.
George Lucas commence l’écriture du scénario le 1er novembre 1994. La préproduction du film dure deux ans. Le tournage en lui-même se déroule de juin à septembre 1997 principalement aux studios de Leavesden en Angleterre mais aussi en Tunisie et en Italie. La Menace fantôme est l'un des premiers films à utiliser des environnements numériques où se côtoient des interprètes réels et des personnages en image de synthèse. Comme dans les films Star Wars précédents, la musique est composée et réalisée par John Williams.
Brassant de nombreux thèmes mythologiques et culturels, La Menace fantôme suscite une attente considérable de la part des fans de Star Wars. Malgré un accueil critique mitigé, c’est un gros succès au box-office mondial. Le film est nommé pour trois Oscars du cinéma, remporte deux Saturn Awards mais également un Razzie Awards.
Cet épisode est sorti en VHS en 2000 et en DVD en 2001. Il est l'un des seuls de la saga à avoir connu une ressortie mondiale au cinéma en 3D en 2012 avec La Revanche des Sith en avril 2025. La Menace fantôme a également engendré un nombre important de produits dérivés.

## Synopsis

### Présentation de l'univers

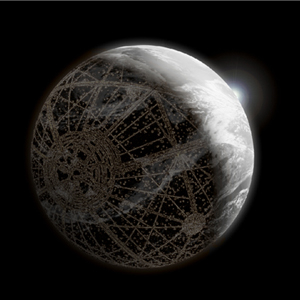
Vision d'artiste de la planète Coruscant.

L'univers de Star Wars se déroule dans une galaxie qui est le théâtre d'affrontements entre les Chevaliers Jedi et les Seigneurs noirs des Sith, personnes sensibles à la Force, un champ énergétique mystérieux leur procurant des pouvoirs psychiques. Les Jedi maîtrisent le Côté lumineux de la Force, pouvoir bénéfique et défensif, pour maintenir la paix dans la galaxie. Les Sith utilisent le Côté obscur, pouvoir nuisible et destructeur, pour leurs usages personnels et pour dominer la galaxie.
Pour amener la paix, une République galactique a été fondée avec pour capitale la planète Coruscant. Mais, tout au long de son existence, la République est secouée par des sécessions et des guerres. En 33 av. BY, une nouvelle crise menace la stabilité de ce régime politique.
Depuis quelques années, une organisation montante, la Fédération du commerce détient le quasi-monopole des échanges commerciaux dans la région de la Bordure extérieure. Sur le conseil de l'ambitieux sénateur Palpatine de la planète Naboo, le chef d'État de la République, le Chancelier Suprême Finis Valorum décide donc de taxer les transactions commerciales pour affaiblir le monopole de la Fédération. Prétextant que leurs vaisseaux commerciaux se font régulièrement attaquer par des pirates, les dirigeants de la Fédération demandent alors au chancelier l'autorisation de créer une armée de droïdes pour protéger ses transports.
Quelques mois plus tard, en 32 av. BY, la situation se dégrade encore. Plusieurs membres du directoire de la Fédération du commerce sont assassinés. L'ambitieux Nute Gunray est alors nommé vice-roi de la Fédération. Conseillé par un homme mystérieux nommé Sidious, il décide alors d'organiser un embargo sur la planète de Naboo pour se venger du sénateur Palpatine, l'instigateur de la taxe commerciale.

### Déroulement du synopsis

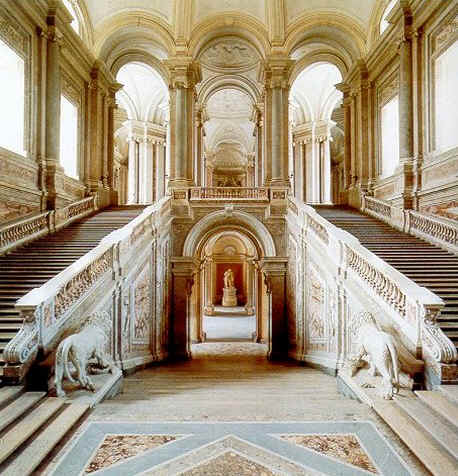
Intérieur du palais royal de Naboo.

Le chancelier suprême Valorum envoie le Jedi Qui-Gon Jinn et son apprenti Obi-Wan Kenobi sur le vaisseau de la Fédération qui commande le blocus de la planète Naboo. Ils ont ordre de résoudre rapidement le litige et d'entamer des négociations. Ce qu'ils ne savent pas c'est que Nute Gunray et Sidious ont un autre objectif que la suppression de la taxe commerciale. Des droïdes de combat essaient alors d'éliminer les Jedi, mais sans succès. Les deux chevaliers prennent donc la route du centre de commandement du vaisseau et tentent de mettre la main sur Gunray. Mais les Jedi, dépassés par les forces de l'ennemi, décident de fuir et se cachent dans des transports de troupes. Ils découvrent alors que la Fédération veut en réalité conquérir Naboo.
Une fois sur la planète, Qui-Gon et Obi-Wan font la connaissance d'un autochtone, le Gungan Jar Jar Binks qui a été banni par les siens. Il propose alors à Qui-Gon et Obi-Wan de les mener à Otoh Gunga, la ville subaquatique capitale de son peuple. Là-bas, les Jedi négocient un moyen de transport avec le dirigeant d'Otoh Gunga, Boss Nass. Qui-Gon utilise une manipulation mentale afin de convaincre le dirigeant, qui finit par accepter en leur donnant un vaisseau sous-marin Gungan. Et, en espérant se débarrasser à jamais de Binks, Boss Nass accepte de le laisser partir comme guide aux Jedi.
Le trio s'en va en passant par le noyau de la planète vers Theed, la capitale des humains de Naboo. Arrivés à bon port, les deux Jedi parviennent à libérer la reine des Naboos Padmé Amidala. Ils la convainquent de quitter sa planète envahie pour aider le sénateur Palpatine à plaider sa cause au Sénat galactique sur Coruscant.
Lors de la fuite, leur vaisseau est endommagé et doit se poser d'urgence sur la planète voisine Tatooine. Alors qu'il est à la recherche de pièces de rechange dans la ville de Mos Espa, Qui-Gon rencontre un jeune humain du nom d'Anakin Skywalker. Il découvre que ce dernier est l'esclave de Watto, le principal ferrailleur de la ville, mais aussi que le garçon est peut-être l'élu d'une ancienne prophétie. Anakin conseille à Qui-Gon de parier avec Watto sur la prochaine course de module qu'il va courir. Watto et le Jedi arrivent à un accord : si Anakin gagne, Qui-Gon remporte les pièces de rechange et Watto garde les gains de la victoire. En cas de défaite, Watto gardera le vaisseau de Qui-Gon. Le matin de la course, le Jedi fait un nouveau pari avec le ferrailleur. Si le jeune coureur gagne, il retrouve sa liberté, s'il perd, son module de course deviendra la propriété de Watto. Après une course acharnée et très disputée, Anakin parvient à remporter la victoire.

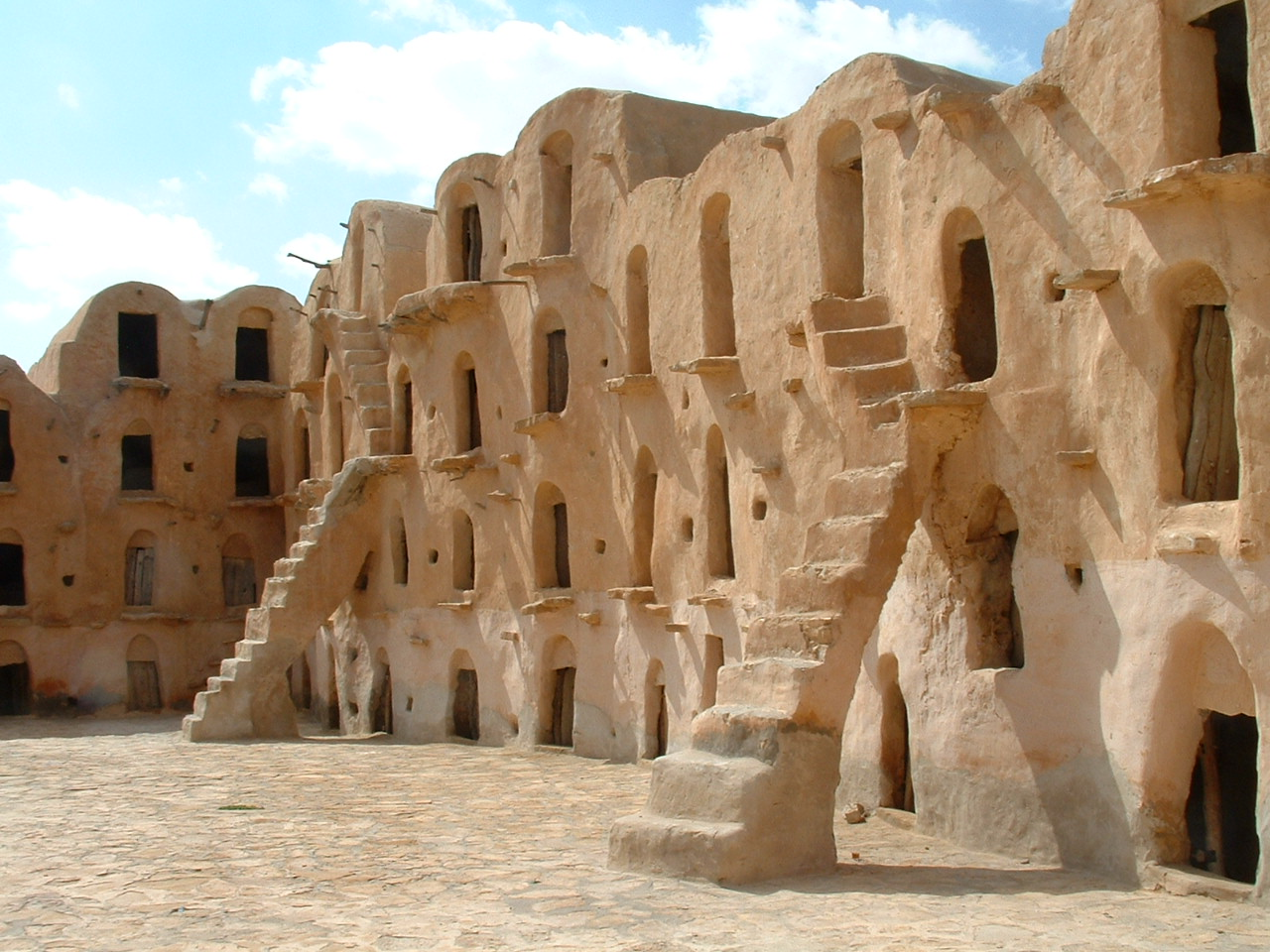
Quartier des esclaves de Mos Esley où résident Anakin Skywalker et sa mère.

Qui-Gon quitte alors Mos Espa avec ses pièces en compagnie d'Anakin dont il veut faire un Jedi. Mais en arrivant au vaisseau, Qui-Gon est attaqué par l'apprenti de Sidious, le Sith Dark Maul. Le Jedi parvient à le repousser pour l’empêcher d'entrer dans le vaisseau. Arrivé sur Coruscant, Qui-Gon fait part au conseil des maîtres Jedi de son agression sur Tatooine et leur indique que son opposant pourrait être un seigneur Sith. Le maître Jedi Ki-Adi-Mundi a du mal à y croire car les Sith ont disparu depuis fort longtemps. Qui-Gon présente ensuite le jeune Anakin au Conseil, indiquant qu'il semble être l'élu. Ki-Adi-Mundi remarque que le lien d'Anakin avec la Force est titanesque, mais les maîtres Windu et Yoda refusent de le former, pensant qu'il est trop âgé pour se lancer dans une formation de Jedi.
Désormais à l'abri sur Coruscant, la reine Amidala plaide la cause de sa planète au Sénat galactique sans grand succès. Frustrée par la corruption et l'incapacité du Sénat à résoudre le conflit, elle propose une motion de censure à l'encontre du chancelier suprême Valorum. Ce dernier est alors destitué et les sénateurs nomment à sa place Palpatine, qui a profité de la sympathie engendrée par la situation dans laquelle se trouve Naboo. Malgré cette victoire, la reine, qui n'en peut plus d'attendre l'aide du Sénat, décide de repartir sur sa planète accompagnée par Qui-Gon, Obi-Wan et Anakin. Sur place, elle conclut une alliance avec les Gungans de Boss Nass. Elle dévoile alors à ses alliés son plan : les Gungans devront se battre contre toute l'armée de la Fédération pour faire diversion pendant que les pilotes Naboos tenteront de détruire le vaisseau amiral de la Fédération et que la reine essayera de capturer Nute Gunray.
Alors que le plan de la reine Amidala se déroule comme prévu, le seigneur Sith Dark Maul entre à nouveau en scène. Les Jedi Obi-Wan et Qui-Gon décident de l'affronter au sabre laser pour laisser le champ libre à la reine. Quant à Anakin, il se retrouve involontairement aux commandes d'un vaisseau spatial et participe donc à l'attaque contre la flotte de la Fédération. La reine réussit à s'emparer de Nute Gunray tandis qu'Anakin détruit le vaisseau amiral. Tous les droïdes qui s'opposaient aux Gungans se retrouvent alors déconnectés. Mais Obi-Wan et Qui-Gon continuent quant à eux de se battre contre Maul. Après plusieurs minutes de lutte, Obi-Wan se retrouve coincé derrière une barrière énergétique et, impuissant, voit son maître défait et mortellement blessé. La barrière désactivée, Obi-Wan se bat avec rage et finit par vaincre Maul en le tranchant en deux.
Quelque temps plus tard, les maîtres Jedi arrivent sur Naboo pour assister aux funérailles de Qui-Gon, et en profitent pour nommer Obi-Wan au rang de Chevalier Jedi. Pour satisfaire les dernières volontés de Qui-Gon, ils acceptent que le jeune Anakin devienne son apprenti, malgré les mises en garde de Yoda, qui craint un danger dans l'initiation du jeune garçon. Windu confirme ensuite à Yoda que l'assassin de Qui-Gon était bien un Sith. Yoda rappelle alors que les Sith sont toujours deux : un maître et un apprenti. L'un a été tué, mais le survivant reste un danger pour les Jedi et la République.

## Personnages

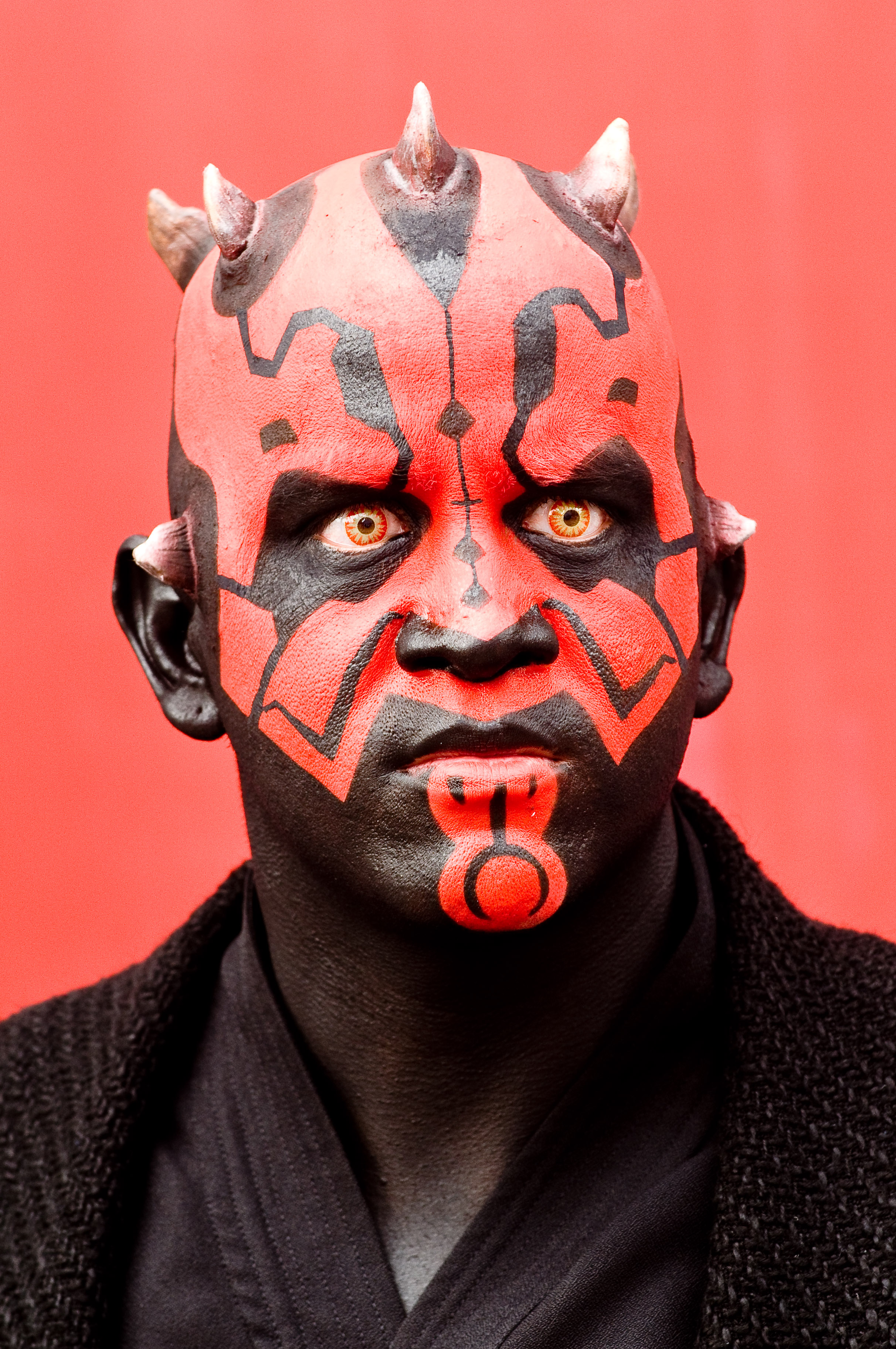
Cosplay de Dark Maul.

- Anakin Skywalker : il est, avec sa mère, esclave de Watto. Il est connu à Mos Espa pour être le seul humain capable de piloter un module de course. Quand le vaisseau de la reine Padmé Amidala fait un arrêt imprévu sur Tatooine, le Jedi Qui-Gon Jinn découvre que le jeune homme est peut-être l'élu d'une ancienne prophétie[2].
- Obi-Wan Kenobi : l'apprenti de Qui-Gon a une fidélité sans faille envers son mentor. Après la mort de son maître, sa valeur au combat et son intégrité se voient récompensées par sa nomination au rang de Chevalier Jedi. Il est ensuite chargé de l'apprentissage du jeune Anakin[2].
- Qui-Gon Jinn : déterminé et indépendant, Qui-Gon est un maître Jedi respecté pour ses connaissances des voies de la nature et de la Force. Malgré le fait qu'il a déjà un apprenti en la personne d'Obi-Wan, il souhaite que le conseil Jedi l'autorise à former Anakin[2].
- La reine Amidala : âgée de quatorze ans, elle est nouvellement élue reine de Naboo au moment où la Fédération du commerce s'en prend à sa planète. Elle met tout en œuvre pour protéger son peuple[2].
- Shmi Skywalker : son amour pour son fils Anakin est inconditionnel. Elle accepte de se séparer de lui pour qu'il accède à un avenir meilleur au sein de l'académie Jedi[2].
- Sio Bibble : il est le gouverneur de Theed, la capitale de Naboo. Homme public de grande valeur, il fait face courageusement à l'invasion de la Fédération. Il organise la résistance de la planète pendant le voyage de la reine Amidala pour Coruscant[2].
- Jar Jar Binks : Gungan banni pour sa maladresse et son indolence de la ville sous-marine d'Otoh Gunga. Il se lie d'amitié avec Qui-Gon pendant l'invasion de Naboo. Il l'accompagne durant sa mission de sauvetage[2].
- Yoda : ce maître met en garde le conseil Jedi contre la requête de Qui-Gon qui souhaite former le jeune Anakin Skywalker. Il finit par céder à cette demande après la mort de Qui-Gon[2].
- R2-D2 : simple droïde astro-mécanicien qui sauve le vaisseau de la reine Amidala d'une attaque. Pour le remercier, elle en fait un de ses compagnons[2].
- C-3PO : ce droïde a été construit par Anakin Skywalker à partir de pièces détachées. Il ne quitte pas Tatooine en compagnie de son créateur. Il reste avec Shmi Skywalker. Anakin s'excuse de ne pas l'avoir terminé[2].
- Boss Nass : c'est le chef des Gungans pendant l'invasion de Naboo. Il ne souhaite pas intervenir dans le conflit qui oppose les Naboos à la Fédération du commerce. Il change d'avis quand la reine Amidala vient lui demander son aide[2].
- Capitaine Panaka : il est le responsable des forces royales de sécurité de Naboo. Il ne peut pas s'opposer bien longtemps à l'invasion de la planète par la Fédération. Il accompagne la reine Amidala lors de son voyage pour Coruscant[2].
- Sénateur Palpatine : il représente la planète Naboo au Sénat galactique. Il semble digne de confiance, mais orchestre en secret la chute du chancelier Valorum pour prendre sa place[2].
- Chancelier Valorum : c'est le chef d'État de la République galactique. Il envoie les Jedi Qui-Gon Jinn et Obi-Wan Kenobi pour régler le conflit sur Naboo. Par la suite, il se fait destituer au profit de Palpatine[2].
- Dark Maul : il est l'apprenti du Sith Dark Sidious. Bestial et combatif, il traque sans relâche Qui-Gon et Obi-Wan car ils s'immiscent dans les plans de son maître[2].

## Fiche technique
Sauf indication contraire, les informations mentionnées dans cette section peuvent être confirmées par les bases de données cinématographiques IMDb et Allociné,  présentes dans la section « Liens externes ».
- Titre original : Star Wars: Episode I – The Phantom Menace
- Titre français et québécois : Star Wars, épisode I : La Menace fantôme
- Réalisation : George Lucas
- Scénario : George Lucas
- Musique : John Williams
- Direction artistique : Phil Harvey, Fred Hole, John King, Rod McLean et Peter Russell
- Décors : Gavin Bocquet
- Costumes : Trisha Biggar
- Maquillage : Paul Engelen
- Coiffure : Sue Love
- Photographie : David Tattersall
- Son : Ben Burtt, Tom Johnson, Shawn Murphy, Gary Rydstrom, Matthew Wood
- Montage : Ben Burtt et Paul Martin Smith
- Effets spéciaux : Industrial Light & Magic
- Production : Rick McCallum
  - Production déléguée : George Lucas
- Société de production : Lucasfilm Ltd.
- Sociétés de distribution : Twentieth Century Fox ; UGC Fox Distribution (France) ; Fox-Warner (Suisse romande)
- Budget : 115 millions de $[3],[4]
- Pays de production :  États-Unis
- Langues originales : anglais, sanskrit
- Format : couleur (DeLuxe) — 35 mm — 2,39:1 (CinemaScope) — son Dolby Digital
- Genre : science-fiction, action, aventures, fantastique
- Durée : 136 minutes
- Dates de sortie[5] :
  - États-Unis : 19 mai 1999 (sortie nationale) ; 3 décembre 1999 ( ressortie) ; 10 février 2012 (ressortie en 3D)
  - Québec : 19 mai 1999[6]
  - Suisse romande : 25 août 1999[7]
  - France, Belgique : 13 octobre 1999[8] ; 8 février 2012 (ressortie en 3D)
- Classification :
  - États-Unis : des scènes peuvent heurter les enfants - accord parental souhaitable (PG - Parental Guidance Suggested)[Note 4]
  - France : tous publics (conseillé à partir de 8 ans)[9],[10]
  - Belgique : tous publics (KT/EA : Kinderen Toegelaten / Enfants Admis)[8],[11]
  - Suisse romande : interdit aux moins de 10 ans[12]
  - Québec : tous publics (G - General Rating)[6]

## Distribution
Sauf indication contraire, les informations mentionnées dans cette section peuvent être confirmées par la base de données cinématographiques IMDb,  présente dans la section « Liens externes ».
- Liam Neeson (VF : Samuel Labarthe ; VQ : Benoît Rousseau) : Qui-Gon Jinn
- Ewan McGregor (VF : Bruno Choël ; VQ : François Godin) : Obi-Wan Kenobi
- Natalie Portman (VF : Sylvie Jacob ; VQ : Aline Pinsonneault) : reine Amidala / Padmé
- Jake Lloyd (VF : Julien Bouanich ; VQ : Alexis Del Vecchio) : Anakin Skywalker
- Ian McDiarmid (VF : Georges Claisse/Jean Michaud ; VQ : Benoît Marleau/Yves Corbeil) : sénateur Palpatine / Dark Sidious
- Pernilla August (VF : Nathalie Juvet ; VQ : Élise Bertrand) : Shmi Skywalker
- Oliver Ford Davies (VF : Jean-Claude Balard ; VQ : Claude Préfontaine) : Sio Bibble
- Hugh Quarshie (VF : Jean-Jacques Nervest ; VQ : Denis Mercier) : capitaine Panaka
- Ahmed Best (VF : Roland Timsit ; VQ : Sébastien Dhavernas) : Jar Jar Binks
- Anthony Daniels (VF : Roger Carel ; VQ : Luis de Cespedes) : C-3PO
- Kenny Baker : R2-D2
- Frank Oz (VF : Jean Lescot ; VQ : Ronald France) : Yoda
- Terence Stamp (VF : Michel Derain ; VQ : Serge Turgeon) : chancelier Valorum
- Brian Blessed (VF : Med Hondo ; VQ : Hubert Gagnon) : Boss Nass
- Andy Secombe (VF : Éric Métayer ; VQ : Yves Massicotte) : Watto
- Ray Park (VF : Marc Bretonnière ; VQ : Alain Zouvi) : Dark Maul[Note 5]
- Lewis Macleod : Sebulba
- Warwick Davis : Wald / spectateur de la course de modules / citoyen de Mos Espa
- Steve Speirs : capitaine Tarpals
- Silas Carson (VF : Thierry Desroses ; VQ : Pierre Chagnon) : Nute Gunray / Ki-Adi-Mundi / Lott Dod / pilote du croiseur républicain
- Jerome Blake : Rune Haako / Mas Amedda / Oppo Rancisis / Orn Free Taa
- Ralph Brown (VF : Michel Favory ; VQ : Raymond Bouchard) : Ric Olié
- Samuel L. Jackson (VF : Jacques Martial ; VQ : James Hyndman) : Mace Windu
- Sofia Coppola : Saché[Note 6]
- Keira Knightley (VF : Sylvie Jacob) : Sabé, la doublure de la reine Amidala[Note 7]
- Celia Imrie : pilote de chasse Bravo 5

- Version française réalisée par Dubbing Brothers avec des dialogues de Thomas Murat sous la direction artistique de Jean-Pierre Dorat[13],[14].

Sources doublage : Allodoublage.com, Starwars-universe.com, et Voxofilm.

Photos des principaux interprètes.
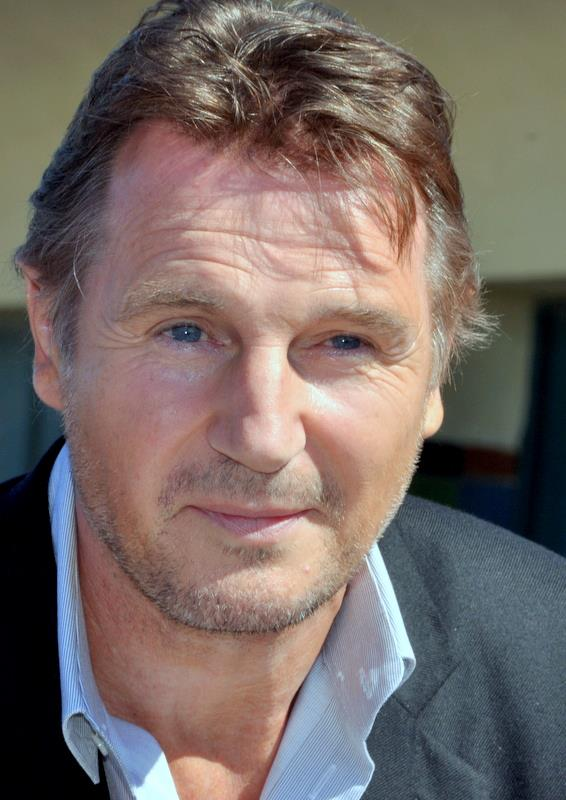
Liam Neeson en 2012.
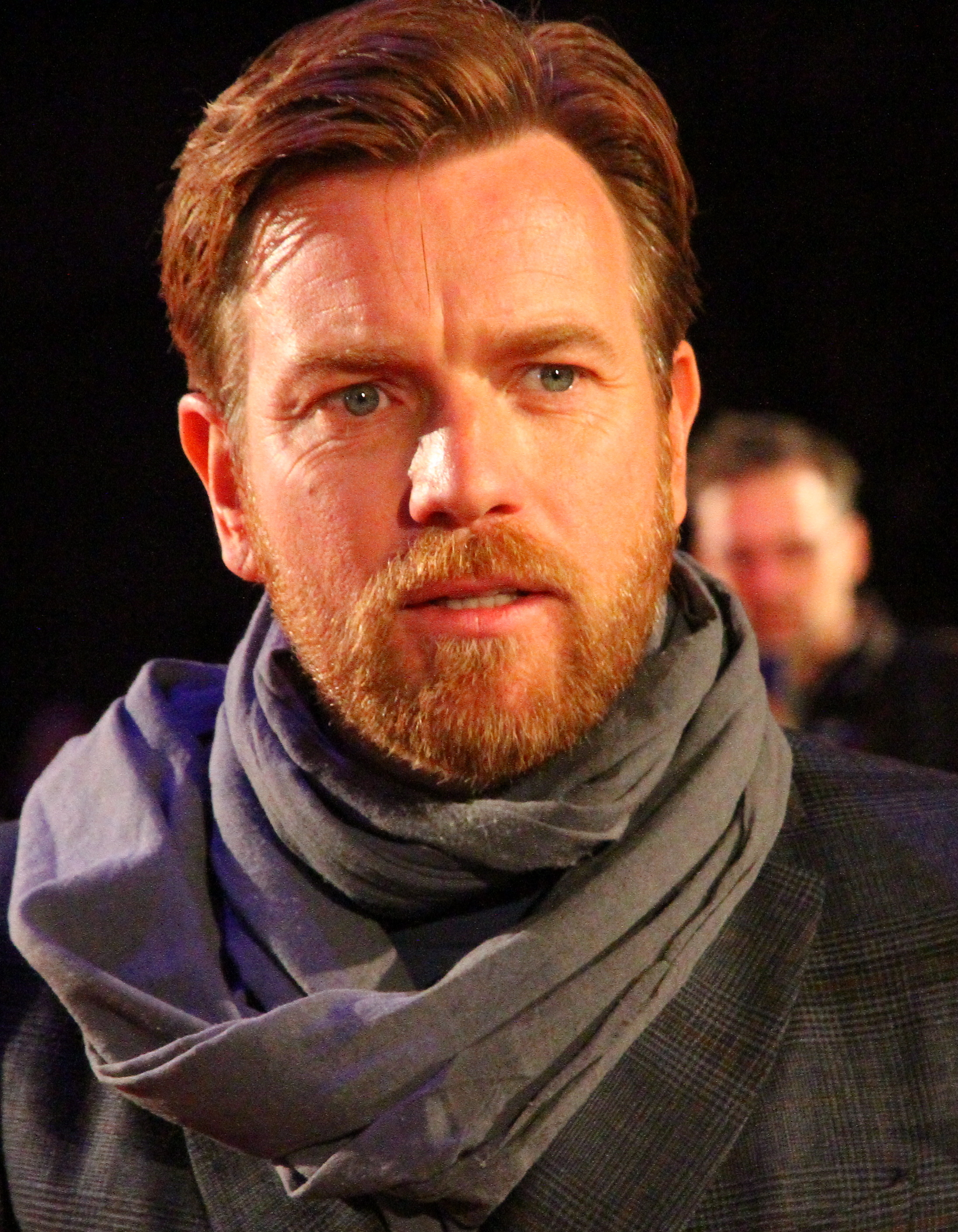
Ewan McGregor en 2012.
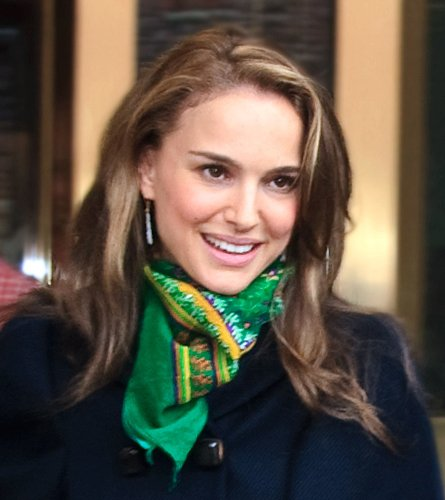
Natalie Portman en 2009.
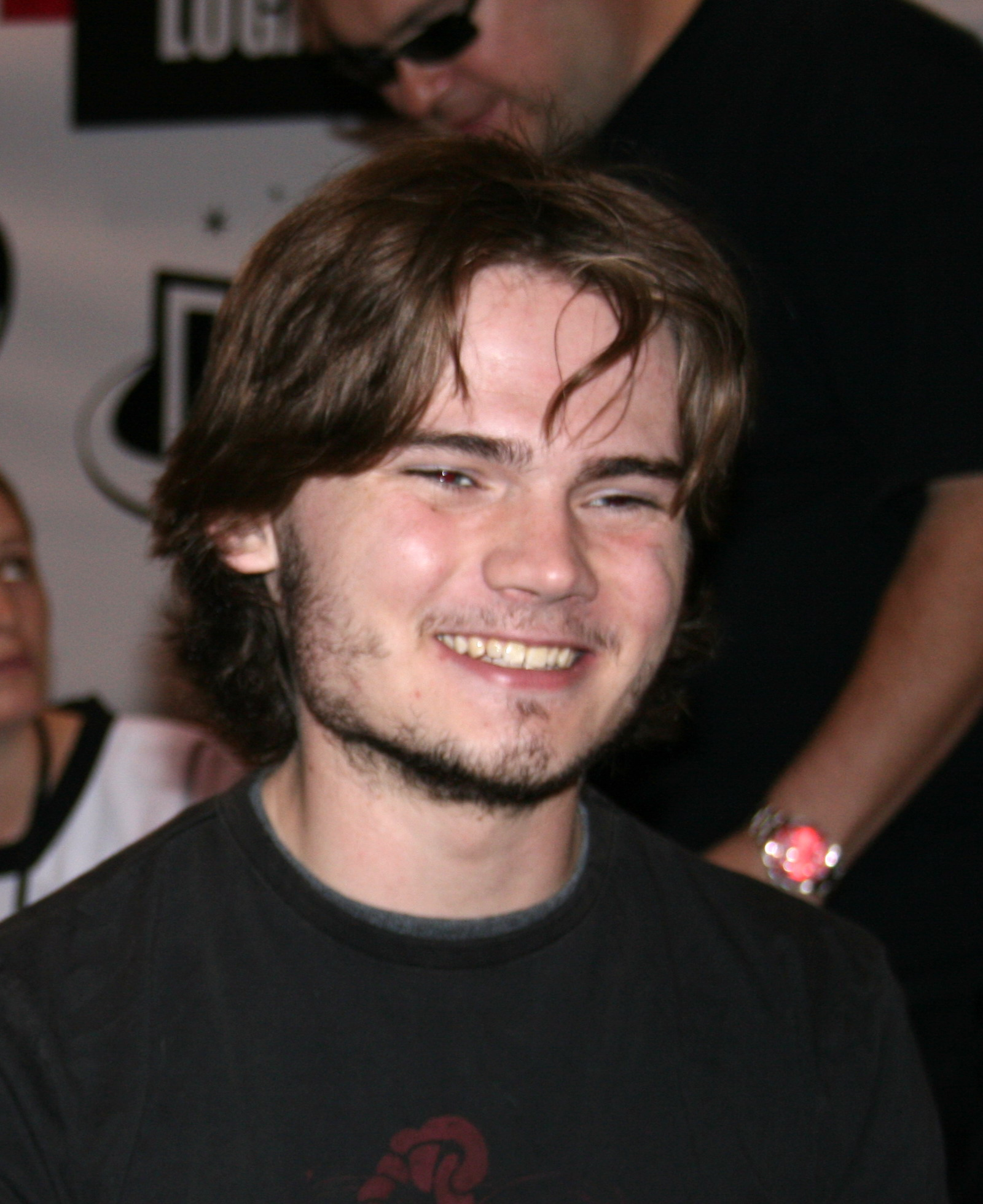
Jake Lloyd en 2007.
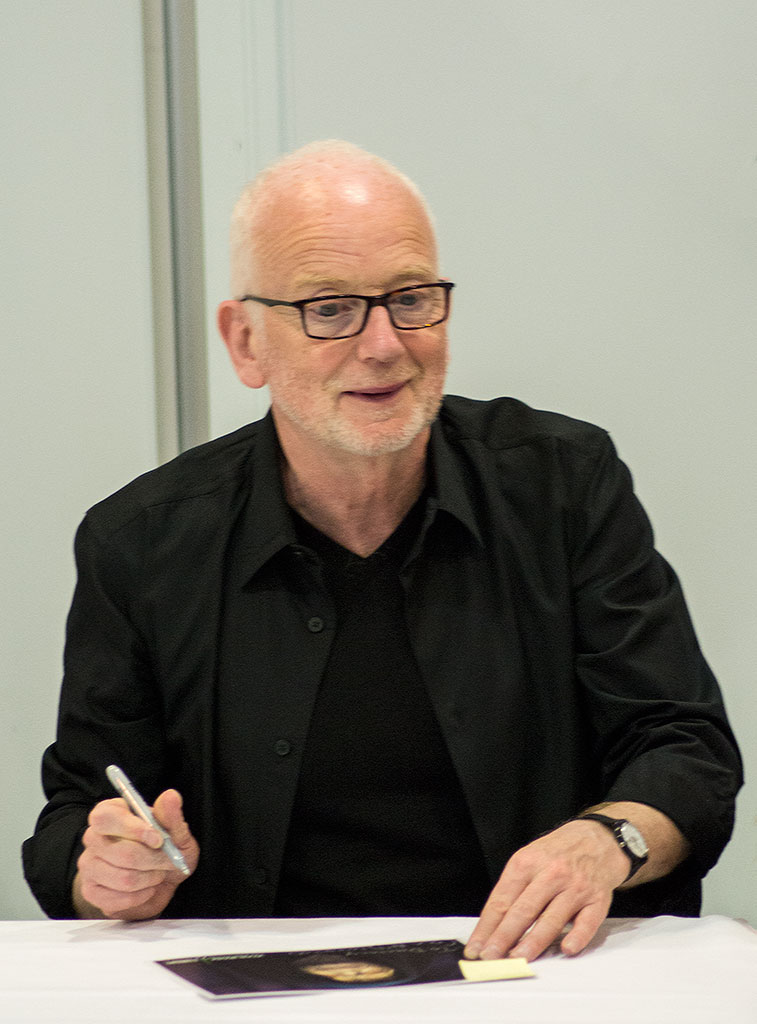
Ian McDiarmid en 2013.
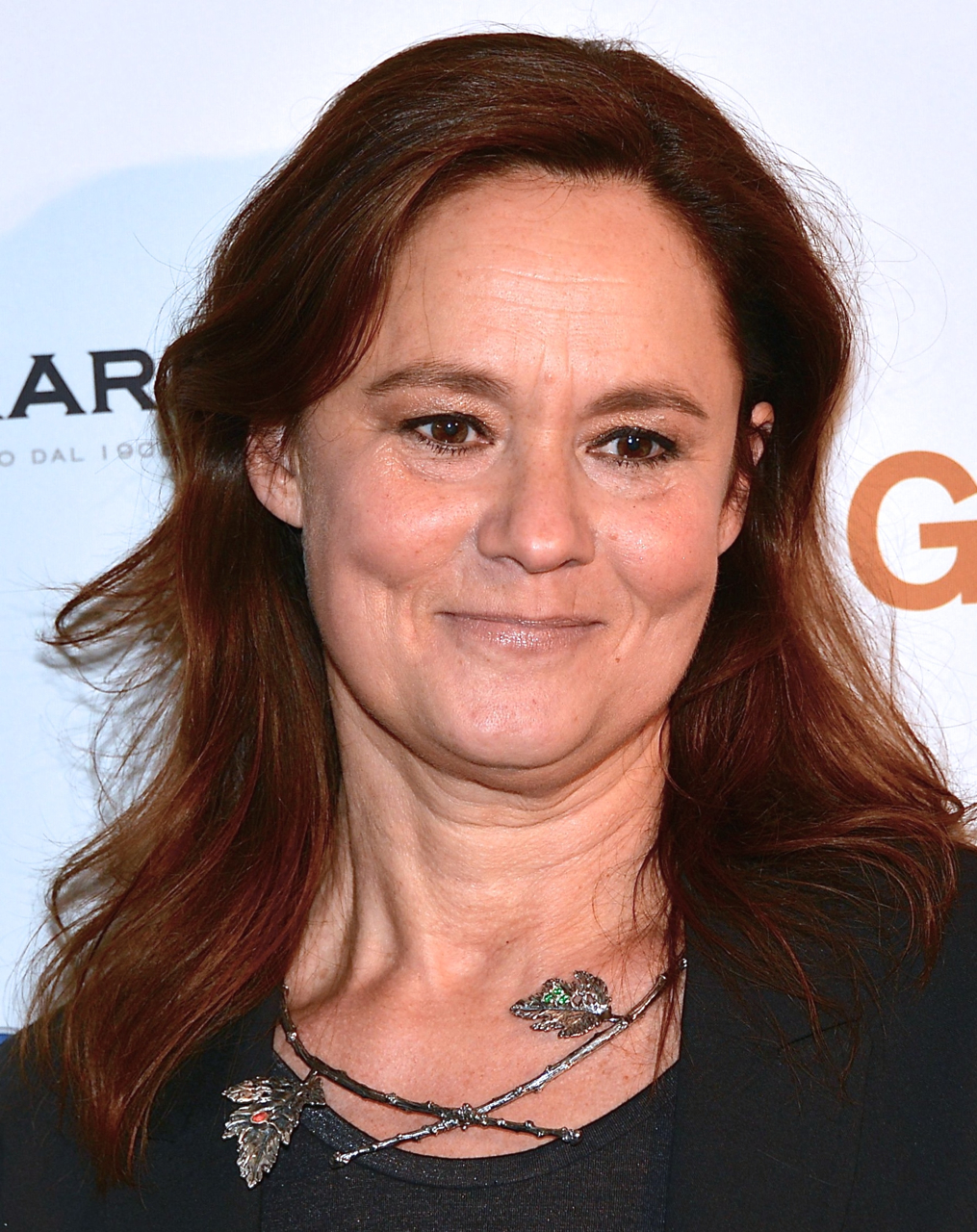
Pernilla August en 2013.

## Production

### Scénario

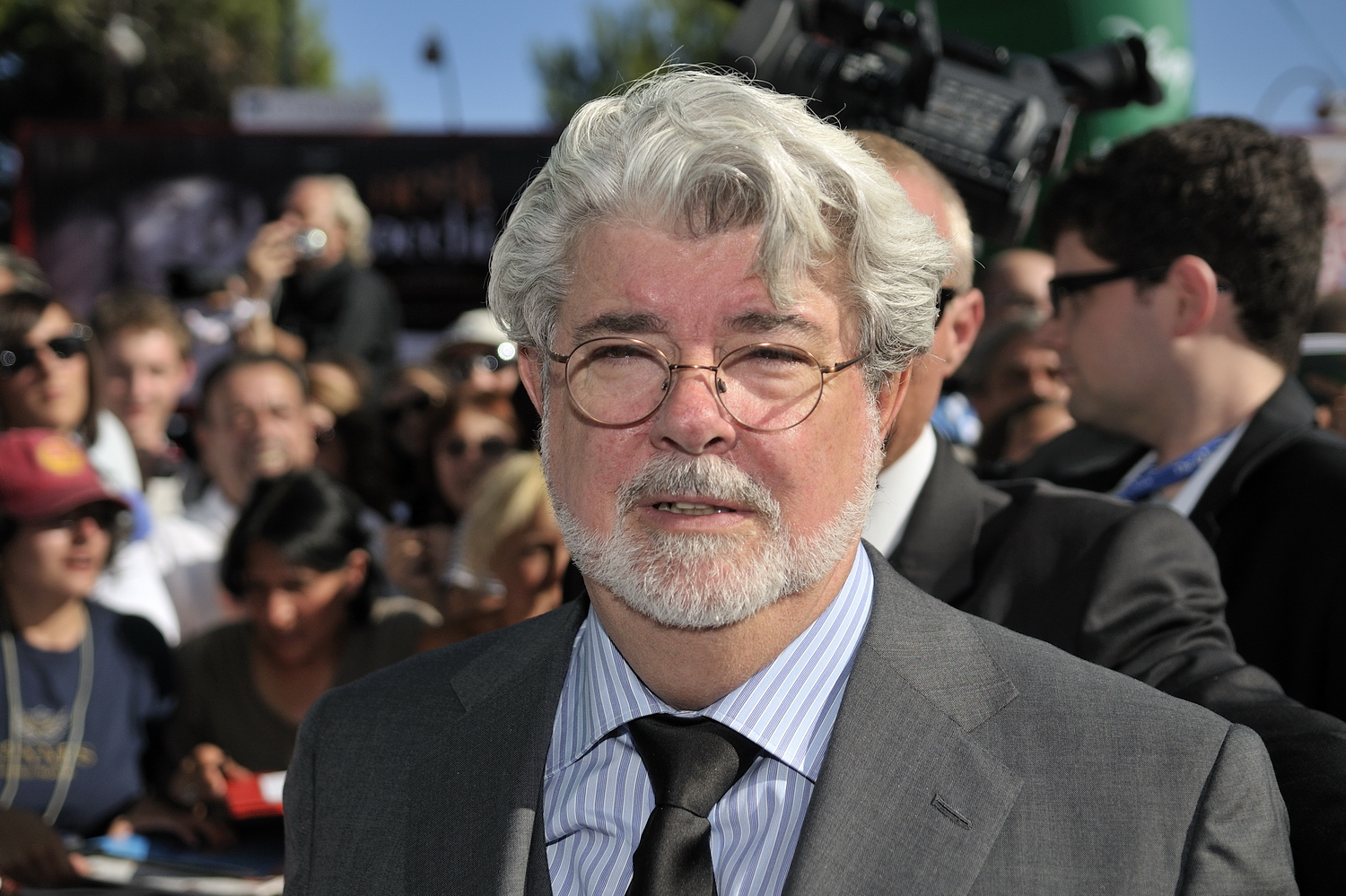
George Lucas en 2009.

Durant le processus d'écriture des premiers films Star Wars, George Lucas se rend compte que l'histoire qu'il a écrite est trop longue pour être couverte par un seul film. Un nouvel espoir (1977), le premier film, est donc conçu pour être l'introduction d'une saga. Au moment où Lucas rédige la troisième version de son scénario, il négocie un contrat qui lui donne le droit de faire deux suites à son film. Il décide alors de consacrer du temps pour développer une trame de fond assez élaborée pour faciliter son futur processus d'écriture sur les autres films. Alors qu’il écrit le scénario du deuxième film, L’Empire contre-attaque (1980), Lucas remanie la trame générale en faisant du méchant Dark Vador le père du héros Luke Skywalker. Il développe aussi les origines du méchant en le présentant comme un ancien chevalier Jedi devenu Sith après avoir basculé du côté obscur de la Force. Lucas envisage alors ce scénario pour des films faisant partie d'une deuxième trilogie, qui reviendrait ainsi sur les origines de Dark Vador. L’Empire contre-attaque au lieu d'être l'épisode II devient l'épisode V. Quand sort Le Retour du Jedi (1983), le troisième film de la trilogie, Vador est devenu un personnage dramatique et s’est finalement racheté. Cependant, Lucas déclare que le travail sur la première trilogie l'a « épuisé ». Il souhaite donc mettre en pause le développement de la saga.
Après avoir perdu une partie de sa fortune à la suite de son divorce en 1983, George Lucas n'a plus envie de revenir sur Star Wars. Il annule alors officieusement la trilogie qui devait se dérouler après Le Retour du Jedi. En revanche, l'idée de préquelles se déroulant avant Un nouvel espoir l'intéresse davantage. Au début des années 1990, Star Wars a un regain de popularité grâce aux séries de bandes dessinées de Dark Horse et aux romans de Timothy Zahn. Cela conforte Lucas dans son idée de réaliser des nouveaux films. En 1993, le magazine Variety et d'autres sources révèlent les plans de Lucas de réaliser une série de préquelles. George Lucas approfondit sa trame générale faisant d’Anakin Skywalker/Dark Vador le protagoniste principal d'une nouvelle trilogie. Il veut présenter les origines de Dark Vador pour que la saga s’articule autour de ce personnage depuis son enfance jusqu’à sa mort.
George Lucas commence l’écriture de la nouvelle trilogie Star Wars le 1er novembre 1994. Le scénario s'inspire des quinze pages écrites en 1976 par Lucas dans lesquelles il décrivait les événements qui s'étaient produits avant la trilogie originale. Le personnage d’Anakin est d’abord décrit comme ayant douze ans, mais Lucas revoit ceci pour en faire un enfant de neuf ans. Il pense après coup que la brutale séparation maternelle affectera plus un jeune garçon qu’un adolescent. Cette décision oblige alors Lucas à minimiser la participation d’Anakin à la bataille finale. Il ne pilote plus tout seul un vaisseau spatial comme cela était initialement prévu. Pour rendre l’histoire plus crédible, il se fait largement épauler par le droïde R2-D2,. Lucas donne à son film le titre La Menace fantôme en référence à Palpatine, qui cache sa véritable identité de Sith derrière le masque d'un homme politique honnête et respectable.
Les possibilités d'avoir recours à un budget important et des effets spéciaux numériques font penser à Lucas qu'il peut faire de Star Wars une grande saga épique. Il se permet alors de développer cinq intrigues qui se joignent les unes aux autres. L'élément déclencheur est l'ambition de Palpatine qui veut devenir chancelier suprême. Cela conduit à l'attaque de la Fédération du commerce de Naboo. Un Jedi est alors envoyé sur les lieux pour résoudre le conflit. En chemin, il rencontre le jeune Anakin Skywalker ce qui permettra le futur avènement des Sith.
Comme avec la trilogie originale, Lucas illustre son film de plusieurs thèmes. Celui de la dualité est le plus présent. Il y a la reine Amidala qui se travestit en servante, Palpatine qui joue sur les deux tableaux du conflit et Obi-Wan qui s'oppose d'abord à l'entêtement de son maître puis finit par le suivre. Le thème de l'équilibre est également utilisé. Anakin est censé être « l'élu » qui apportera l'équilibre dans la Force et la paix dans la galaxie. De plus, chaque personnage semble avoir besoin d'un modèle pour l'influencer. George Lucas dit à ce sujet : « Anakin a besoin d'avoir une mère, Obi-Wan a besoin d'un maître, Dark Sidious a besoin d'un apprenti ». Pour George Lucas, s'il n'y a pas ce genre de rapport et d'interaction entre les personnages de son film, alors « il ne peut y avoir de drame ».

### Préproduction
Avant que Lucas ne se lance dans l'écriture du scénario, son producteur Rick McCallum se fait la main sur la série Les Aventures du jeune Indiana Jones (1992-1993). Il se sert de ce travail pour repérer des acteurs, des studios de cinéma, recruter des jeunes techniciens de talent et s'essayer à la technologie numérique pour la création de décors et de paysages. En avril 1994, McCallum commence à engager des dessinateurs. Pour les chapeauter, le directeur artistique de la société Industrial Light & Magic (ILM) Doug Chiang est nommé responsable du design du film. Puis quelques mois après, Rick McCallum commence les repérages avec le chef décorateur Gavin Bocquet.
Début 1995, alors que Lucas travaille toujours sur le scénario, Chiang et son équipe de conception commencent le processus créatif qui dure deux ans et qui permet d'établir des milliers de dessins pour le film,. Lucas veut que le style soit différent des autres films, qu'il soit « plus riche et comme un film d'époque car il se déroule historiquement avant Un nouvel espoir ». Les trois planètes sur lesquelles se déroule l'histoire ont des environnements très variés. Mis à part la ville des Gungans qui a un aspect visuel inédit, les autres lieux s'inspirent d'architecture du monde réel. Les dessins conceptuels de Ralph McQuarrie utilisés pour la trilogie originale servent de base pour la création de la ville désertique de Mos Espa. Pour cette cité, les dessinateurs ont également pris modèle sur des places de marchés tunisiens pour la différencier de la ville de Mos Eisley vue dans le film Un nouvel espoir. Les dessins de métropoles de McQuarrie servent également de base pour la création de l’immeuble du Sénat galactique sur Coruscant. Gavin Bocquet concrétise ensuite le travail de l'équipe de Chiang. Il réalise des intérieurs en utilisant les dessins mais en leur donnant un style architectural plus réaliste.

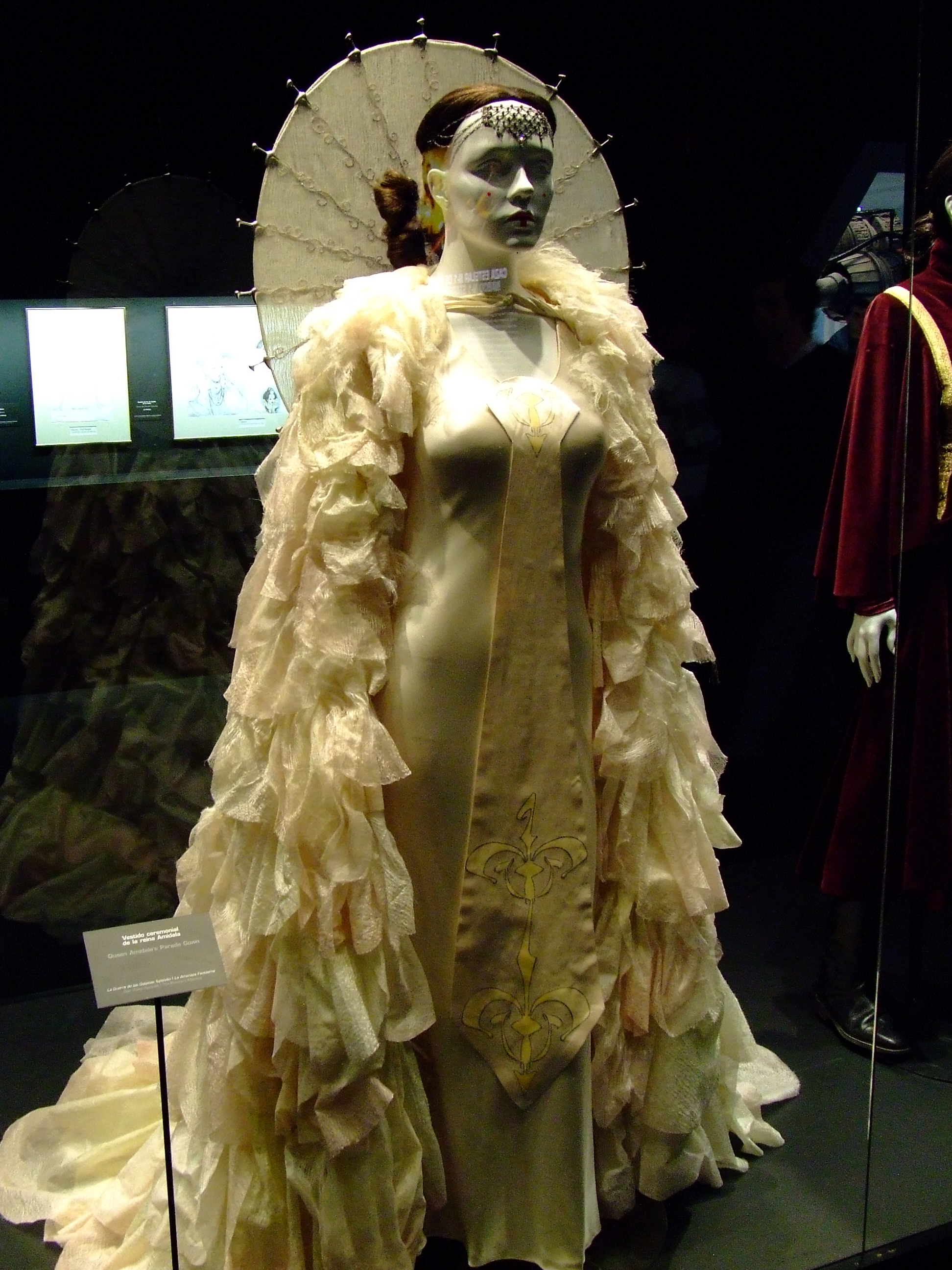
L'une des robes conçue par l'équipe de Trisha Biggar spécialement pour le film.

L’illustratrice scientifique Terryl Whitlatch est spécialement chargée de la conception des créatures car elle a étudié la zoologie et l’anatomie animale. Beaucoup de créatures sont donc des hybrides constitués de différentes parties d’animaux existants. Whitlatch conçoit parfois ainsi des chaînes alimentaires entières même si seulement un petit pourcentage de celles-ci apparaissent dans le film. Chaque créature reflète son environnement : celles sur Naboo sont gracieuses car la planète est « riche et plus respectueuse de ses formes de vies animales », celles sur Tatooine ont des mauvaises mines et une peau burinée qui les protège du climat désertique.
Le coordinateur des cascades, Nick Gillard, est recruté pour créer un nouveau style de combat pour les Jedi de la « prélogie » . Les Jedi n’utilisent que les sabres lasers, des armes à courte portée. Gillard s’inspire donc de styles de combat d’épée comme l’escrime, le kendo et le kenjutsu. Pour entraîner Liam Neeson et Ewan McGregor, Gillard scénarise cinq à six séquences de combat d’une soixantaine de secondes chacune. Pour le combat, Gillard ne veut pas attacher les cascadeurs et les interprètes à des câbles et des poulies car il juge que cela ne fait pas assez réaliste. Il préfère utiliser un dispositif pneumatique qui les propulse dans les airs.
Pour les costumes, Lucas décide d’opter pour des modèles élaborés car la société présentée dans le film est plus sophistiquée que celle de la trilogie originale. La chef costumière Trisha Biggar et son équipe créent plus de mille costumes inspirés de diverses cultures,. Biggar travaille étroitement avec le dessinateur Iain McCaig pour créer une palette de couleurs spécifique aux habitants de chaque monde. Tatooine, comme dans Un nouvel espoir a des couleurs blanchies par le soleil. Coruscant est grise, brune et noire. Naboo est verte et dorée. Les costumes de Jedi sont eux, directement inspirés de ceux des films d'origines. Biggar a également consulté Bocquet pour s'assurer que les costumes seraient en accord avec les décors. Juste avant le tournage, un énorme atelier de confection est créé à l'intérieur des studios de Leavesden pour créer plus de deux cent cinquante costumes pour les interprètes principaux et cinq mille pour les figurants.
Lucasfilm a aussi fait appel à une équipe de maquettistes dirigée par Steve Gawley pour créer des décors en miniature pour agrandir certains paysages virtuels. Ce sont eux qui ont également construit le droïde C-3PO. Nick Dudman, le responsable du maquillage des créatures et son équipe sont quant à eux chargés de créer les masques pour les créatures humanoïdes.
C'est Robin Gurland qui est choisie pour être la directrice de casting du film. Elle commence ses recherches en juillet 1995. En plus des interprètes principaux, elle a également déniché des doubleurs pour les personnages en images de synthèse. En avril 1997, les noms des principaux interprètes sont dévoilés. Il s'agit de Liam Neeson, Natalie Portman et Ewan McGregor. En juin de la même année, le magazine Entertanment Weekly confirme la présence au casting de Samuel L. Jackson. Enfin en juillet, c'est le magazine Star Wars Insider qui dévoile le reste du casting.

### Tournage
Le tournage débute le 26 juin 1997 et prend fin le 29 septembre de la même année. Il a principalement lieu aux studios de Leavesden en Angleterre. Lucasfilm les loue pour une durée de deux ans et demi. Les scènes de forêt de la planète Naboo sont filmées près de là, à Whippendell près de Watford dans le Hertfordshire,. La plupart des scènes d’action et des cascades ont été filmées par Roger Christian, le réalisateur de seconde équipe. En mai 1998, George Lucas projette à ses amis une première version du montage. Des scènes additionnelles sont ensuite tournées entre le 10 août 1998 et le 20 mars 1999,.
Alors que les scènes d'intérieur sont réalisées au moyen de décors fabriqués à Leavesden, beaucoup de scènes extérieures sont générées par ordinateur. Comme des effets visuels doivent être intégrés dans pratiquement chaque plan, le superviseur des effets spéciaux John Knoll conseille en permanence Lucas dans sa réalisation.
Le désert tunisien est utilisé pour les scènes sur la planète Tatooine. Mos Espa est construit à l'extérieur de la ville de Tozeur. Le Ksar Hadada situé dans le gouvernorat de Tataouine sert également de lieu de tournage. Dans la nuit du troisième jour de tournage dans le pays, une tempête de sable détruit la plupart des décors et des accessoires. Le tournage est alors suspendu un temps pour permettre les réparations. Malgré cela, l’équipe de tournage parvient à quitter la Tunisie à la date initialement prévue,. En Italie, le palais de Caserte à Naples est quant à lui utilisé pour les scènes d'intérieur du palais de la ville de Theed. Cet emplacement est loué durant quatre jours et complètement fermé aux visiteurs. Les scènes d'action comportant des explosions sont en revanche filmées dans des répliques construites à Leavesden,.

### Postproduction
C'est en 1993, avec la création des dinosaures de Jurassic Park, que la société ILM commence à réaliser des créatures entièrement en infographie. Et c'est en voyant le travail réalisé dans des films comme Casper (1995) et Cœur de dragon (1996) que George Lucas se rend compte que sa société est prête à s'attaquer aux décors et aux personnages virtuels qu'il avait imaginés pour Star Wars. Ainsi, La Menace fantôme marque l’apparition de véritables environnements numériques où se côtoient des interprètes réels et des personnages en image de synthèse. ILM réalise pour le film près de deux mille effets visuels. Seuls dix ou quinze minutes du film ne présentent pas d'effets visuels.
L'équipe d'ILM est divisée en trois groupes dirigés respectivement par John Knoll, Dennis Muren et Scott Squires. Le premier est responsable des scènes de la course de module et de la bataille spatiale finale. Le second s'occupe du monde sous-marin de Naboo et de la bataille qui oppose les Gungans aux droïdes. Le troisième réalise les paysages de Naboo. L'animation est générée par le logiciel de modélisation tridimensionnelle Autodesk Softimage et complétée par le programme interne d'ILM nommé Caricature. La capture de mouvements est également utilisée pour aider les animateurs à créer les mouvements des personnages en image de synthèse.
De nombreux paysages sont entièrement créés en images de synthèse, comme les étendues désertiques de Tatooine durant la course, les champs de bataille de Naboo ou le Sénat galactique. La scène de l'arrivée sur Coruscant est elle aussi entièrement numérique. Elle a nécessité vingt plans appelés « peintures numériques ». C'est le responsable principal des peintures numériques Yusei Uesugi qui supervise cette scène. Il avait précédemment effectué ce travail lors de l'édition spéciale de 1997 de la trilogie originelle.
Une fois les effets visuels terminés, les effets sonores sont ajoutés au montage par le concepteur Ben Burtt. Ce dernier a précédemment reçu un Oscar en 1977 pour son travail sur Un nouvel espoir. En fait, dans la saga Star Wars seuls les dialogues enregistrés lors du tournage ne sont pas artificiels. Tout le reste est l'œuvre de Burtt. Par exemple, le bruit des modules de course s'inspire de celui de voitures de course. Le champ de force des Gungans pendant la bataille provient, lui, d'un ventilateur.

### Bande originale
Comme dans les films Star Wars précédents, la musique est composée et réalisée par John Williams. Il a commencé à y travailler en octobre 1998. Il commence l'enregistrement de la musique avec l'Orchestre symphonique de Londres aux studios Abbey Road, le 8 février 1999. Avec ce film, Williams a décidé de recourir à des instruments électroniques comme les synthétiseurs pour rehausser le son. Il a également fait appel à une chorale pour « capturer la force magique et mystique qu'un orchestre ordinaire n'aurait pas été en mesure de fournir ». Il souhaite que l'atmosphère soit « plus mystérieuse et mystique et moins militaire » par rapport aux trois premiers films.
L'un des morceaux les plus connus, Duel of the Fates, utilise la chorale pour donner un aspect religieux au duel épique aux sabres lasers. Pour le morceau Anakin's Theme, Williams a essayé de refléter à la fois l'innocence de l'enfance d'Anakin Skywalker mais aussi de préfigurer sa future transformation en Dark Vador en ajoutant quelques bribes du morceau The Imperial March, aussi connu sous le nom de « thème de Dark Vador ». De la même façon, le morceau Augie's Great Municipal Band émule avec des variations le thème de l'empereur du Retour du Jedi afin de symboliser l'ascension de Palpatine en même temps que la victoire de Naboo,.
La bande originale du film sort le 4 mai 1999 sous le label Sony Classical Records. Cet album contient une version courte de la partition, pour en faire une expérience d'écoute originale. Les morceaux ne sont donc pas dans l'ordre du film. Une version « Ultimate Edition » contenant deux disques est commercialisée le 14 novembre 2000. Elle comprend la quasi-totalité de la partition telle qu'elle est entendue dans le film.
| Liste des morceaux | Liste des morceaux                                       | Liste des morceaux | Liste des morceaux | Liste des morceaux | Liste des morceaux | Liste des morceaux | Liste des morceaux | Liste des morceaux | Liste des morceaux |
| No                 | Titre                                                    | Durée              |                    |                    |                    |                    |                    |                    |                    |
| ------------------ | -------------------------------------------------------- | ------------------ | ------------------ | ------------------ | ------------------ | ------------------ | ------------------ | ------------------ | ------------------ |
| 1.                 | Star Wars Main Title/The Arrival at Naboo                | 2:55               |                    |                    |                    |                    |                    |                    |                    |
| 2.                 | Duel of the Fates                                        | 4:14               |                    |                    |                    |                    |                    |                    |                    |
| 3.                 | Anakin's Theme                                           | 3:05               |                    |                    |                    |                    |                    |                    |                    |
| 4.                 | Jar Jar's Introduction/The Swim to Otoh Gunga            | 5:07               |                    |                    |                    |                    |                    |                    |                    |
| 5.                 | The Sith Spacecraft/The Droid Battle                     | 2:37               |                    |                    |                    |                    |                    |                    |                    |
| 6.                 | The Trip to the Naboo Temple/The Audience with Boss Nass | 4:07               |                    |                    |                    |                    |                    |                    |                    |
| 7.                 | The Arrival at Tatooine/The Flag Parade                  | 4:04               |                    |                    |                    |                    |                    |                    |                    |
| 8.                 | He Is the Chosen One                                     | 3:53               |                    |                    |                    |                    |                    |                    |                    |
| 9.                 | Anakin Defeats Sebulba                                   | 4:24               |                    |                    |                    |                    |                    |                    |                    |
| 10.                | Passage Through the Planet Core                          | 4:40               |                    |                    |                    |                    |                    |                    |                    |
| 11.                | Watto's Deal/Kids at Play                                | 4:57               |                    |                    |                    |                    |                    |                    |                    |
| 12.                | Panaka and the Queen's Protectors                        | 3:24               |                    |                    |                    |                    |                    |                    |                    |
| 13.                | Queen Amidala/The Naboo Palace                           | 4:51               |                    |                    |                    |                    |                    |                    |                    |
| 14.                | The Droid Invasion/The Appearance of Darth Maul          | 5:14               |                    |                    |                    |                    |                    |                    |                    |
| 15.                | Qui-Gon's Noble End                                      | 3:48               |                    |                    |                    |                    |                    |                    |                    |
| 16.                | The High Council Meeting/Qui-Gon's Funeral               | 3:09               |                    |                    |                    |                    |                    |                    |                    |
| 17.                | Augie's Great Municipal Band/End Credits                 | 9:37               |                    |                    |                    |                    |                    |                    |                    |
| 74:06              |                                                          |                    |                    |                    |                    |                    |                    |                    |                    |

## Accueil

### Sortie
La sortie du nouveau film Star Wars, après seize ans d'absence, a suscité une attente considérable. Cela se perçoit dès 1998, de nombreux fans se rendent à des séances de Rencontre avec Joe Black, Couvre-feu ou Waterboy juste pour y voir la bande-annonce Star Wars puis quittent la salle quand le film commence. Ce phénomène est alors inédit,. Quand la presse annonce que les billets ne seront vendus que deux semaines avant la sortie, des files d'attentes se constituent devant de nombreux cinémas nord-américains. Les fans qui veulent voir rapidement le film ont peur d’avoir à payer plus cher les billets au marché noir. Cependant, après avoir rencontré l'Association nationale des propriétaires de cinéma, Lucasfilm autorise la vente de billets à l'avance, le 12 mai 1999, dans la limite de douze billets par client. Malgré tout, cela n’empêche pas les spéculations car certains billets sont revendus jusqu'à cent dollars l'unité. Le magazine Variety révèle que les propriétaires de cinéma ont reçu en retour des instructions strictes de Lucasfilm : le film doit être projeté pendant les huit premières semaines uniquement dans la plus grande salle de chaque cinéma, aucun billet gratuit ne devant être offert, et les recettes devant être envoyées dans les sept jours à la 20th Century Fox.
Malgré certaines incertitudes, le film est terminé à temps et deux semaines avant sa sortie, Lucasfilm avance la date américaine du 21 au 19 mai 1999. Et le 16 mai 1999, onze avant-premières sont organisées à travers les États-Unis au profit d’associations caritatives. Le 18 juin 1999 à l'occasion de la projection du film dans des salles à Los Angeles et à New York, des essais de projections cinématographiques sans support argentique sont réalisés avec deux prototypes de Texas Instruments.

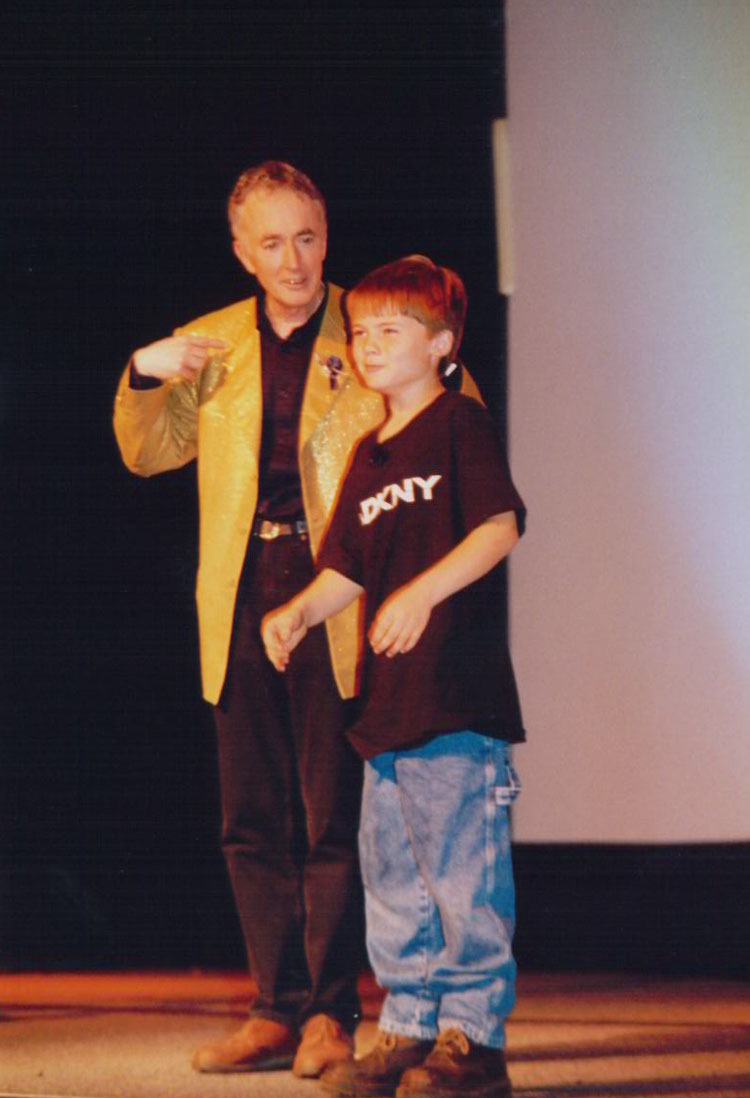
Anthony Daniels (C-3PO) et Jake Lloyd (Anakin Skywalker), à la première Star Wars Celebration en 1999.

Constatant l'attente du public pour le film, de grandes sociétés de production préfèrent décaler les sorties cinéma de leurs films plutôt que d'affronter La Menace fantôme. DreamWorks et Universal Pictures sortent respectivement Destinataire inconnu le 21 mai et Coup de foudre à Notting Hill le 28 mai. Le premier film est un échec mais le second résiste bien et se place en deuxième position du box-office américain.
Le cabinet de conseil Challenger, Gray & Christmas estime que plus de deux millions de salariés américains ne sont pas allés travailler pour voir le film. Cela a entraîné une perte avoisinant les trois cents millions de dollars. Selon The Wall Street Journal, de nombreux travailleurs ont posé des congés pour voir le film et plusieurs entreprises ont même fermé le jour de la sortie.
L'implication des fans est telle qu’elle entraîne des dérives comme le phénomène Jedi de 2001 deux ans après la sortie du film. Lors de recensements dans les pays anglophones, un grand nombre de personnes ont, généralement en signe de contestation ou par humour, répondu « chevalier Jedi » à la question « quelle est votre religion ? ».

### Accueil critique
La Menace fantôme reçoit un accueil mitigé de la part des critiques de cinéma. Sur le site Rotten Tomatoes, il obtient le score moyen de 53 % pour un total de cent quatre-vingt-onze critiques. Il dispose d'une note similaire, à 51 % basée sur trente-six avis, sur le site Metacritic. En France, le film reçoit également des critiques globalement moyennes, notamment sur le site Allociné, avec une note de 3,1 sur 5 par la presse et de 3,9 étoiles sur 5 par les spectateurs.

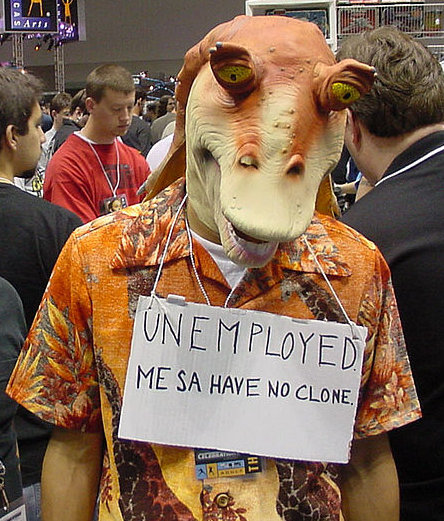
Cosplay humoristique de Jar Jar Binks.

De nombreux aspects du scénario ont été critiqués, en particulier le personnage de Jar Jar Binks qui est considéré par de nombreux fans comme un prétexte pour vendre des jouets. Kenneth Turan du Los Angeles Times décrit Binks comme « une bévue majeure, un personnage comique franchement pas drôle ». Une controverse naît rapidement après la sortie du film autour de plusieurs personnages exotiques qui reflèteraient des stéréotypes raciaux. Jar Jar Binks avec ses oreilles tombantes semblables à des Dreadlocks, son esprit lent, son style lourdaud et son phrasé proche du créole jamaïcain rappelle fortement les adeptes du mouvement rastafari. Les Neimoidiens cupides et corrompus de la Fédération du commerce ont un accent d'Asie de l'Est et le ferrailleur sans scrupules Watto est vu comme un stéréotype juif car il rappelle à certains Fagin, le personnage de Charles Dickens. George Lucas nie s'être inspiré de ces stéréotypes; pourtant l'animateur Rob Coleman dit avoir regardé des séquences d'Alec Guinness dans le rôle de Fagin dans Oliver Twist (1948) pour inspirer ses animateurs lors de la création de Watto. Michael Eric Dyson, professeur d'histoire afro-américaines à l'université de Georgetown, déclare que les Gungans ressemblent étrangement à une tribu primitive d'Afrique. Dyson dit que : « Le chef de la tribu de Jar Jar est un gros bouffon maladroit avec une voix grondante. Il semble être la caricature stéréotypée d'un chef de tribu africaine ».
L'introduction de midi-chloriens, des organismes microscopiques qui interviennent dans l'utilisation de la Force, fait également controverse chez les fans. Certains y voient un concept qui nie la qualité spirituelle de la Force, bien que le film dépeigne encore la Force comme une entité mystérieuse qui utilise les midi-chloriens pour communier avec les corps des êtres sensibles.
Inversement, Roger Ebert du Chicago Sun-Times, donne trois étoiles et demie sur quatre au film. Il dit que c'est « une réalisation étonnante du cinéma de l'imaginaire », et que « Lucas raconte une bonne histoire ». Ebert ajoute que « Si certains des personnages sont moins convaincants, c'est peut-être inévitable », car il s'agit du film introductif de la nouvelle trilogie. Owen Gleiberman d'Entertainment Weekly écrit qu'il est impressionné par le jeu d'acteur de Liam Neeson et par les scènes d'action. Andrew Johnston de Time Out New York dit : « Avouons-le, aucun film ne pourra jamais répondre aux attentes que certains ont pour La Menace fantôme. Ce qui ne veut pas dire que le film est une déception. Il est au contraire terriblement divertissant ». Colin Kennedy du magazine Empire déclare que malgré des problèmes de rythme et d'écriture « on prend beaucoup de plaisir à regarder les Jedi dans l'action ». Il a salué également les effets visuels et le jeu de Liam Neeson. Il déclare enfin que le duel entre Dark Maul et les Jedi est le « meilleur combat de sabre laser de la saga ». Quant à William Arnold du Seattle Post-Intelligencer, il est convaincu que c'est le battage médiatique autour du film qui a entraîné beaucoup de réactions négatives. Il déclare que le film est « bien fait et divertissant » et qu'il est bien mieux que les autres succès du box-office 1999 comme La Momie et Matrix.
Le magazine Empire classe La Menace fantôme dans sa liste des « cinq cents plus grands films de tous les temps ». Au contraire, Entertainment Weekly et Comcast l'incluent sur leurs listes des pires suites de films,.

### Box-office
En dépit de sa réception critique mitigée, La Menace fantôme est un grand succès financier, battant plusieurs records du box-office des États-Unis. Il bat le record de Le Monde perdu : Jurassic Park du plus gros revenu brut en une seule journée (avec plus de 28 millions de dollars le jour de sa sortie) et le plus rapide franchissement de la barre des 100 millions de dollars (en cinq jours seulement). Il devient également le film ayant atteint le plus rapidement les barres des 200 et 300 millions de dollars. Continuant sur sa lancée, il atteint 431 000 000 US$ aux États-Unis et frôle le milliard de dollars au niveau mondial. Il devient ainsi le film ayant le plus rapporté pour l’année 1999. À cette époque, après l’ajustement par rapport à l'inflation du prix des billets, le film se classe comme étant le dix-neuvième plus grand succès de tous les temps aux États-Unis.
En France avec 7 303 131 entrées, le film se classe en troisième position du box-office de l’année 1999 derrière Astérix et Obélix contre César et le Tarzan de Walt Disney Pictures.
| Pays       | Box-office (1999) | Classement de l'année (1999) |
| ---------- | ----------------- | ---------------------------- |
| Monde      | 983 600 000 US$   | 1er                          |
| États-Unis | 431 000 000 US$   | 1er                          |
| France     | 7 303 131 entrées | 3e                           |

### Ressortie en 3D
Le 28 septembre 2010, Lucasfilm annonce que les six films de la série Star Wars seront convertis en trois dimensions. Les films devaient ainsi être présentés à nouveau dans les salles de cinéma dans l'ordre chronologique de la saga. C'est la société Prime Focus qui est chargée d'effectuer la conversion 3D sous le contrôle étroit d'ILM. Le film La Menace fantôme ressort donc le premier au cinéma en février 2012. Et ce sera finalement le seul à être présenté au grand public. Les rééditions 3D de L'Attaque des clones et La Revanche des Sith sont reportées après le rachat de Lucasfilm par The Walt Disney Company en octobre 2012. La raison invoquée est la mise en chantier du septième épisode de la saga.
Lors d'un entretien, George Lucas indique que la réédition 3D est « juste une conversion » de la version du Blu-ray de 2011 n'incluant aucune modification supplémentaire. Seuls les accidents lors de la course de modules ont été agrémentés de débris additionnels afin d'augmenter l'impression de relief.
Lors de sa ressortie en trois dimensions, La Menace fantôme récolte plus de 100 millions de dollars dans le monde avec notamment plus 43 millions de dollars aux États-Unis et plus de 600 000 entrées en France. Le revenu mondial brut du film dépasse alors le milliard de dollars. La conversion en 3D ne convainc cependant pas les critiques. Les journalistes de TF1 et de Première trouvent les plans en reliefs banals et se demandent s’il est nécessaire de « payer plus pour voir à peu de chose près le même film »,.

### Promotion commerciale et produits dérivés

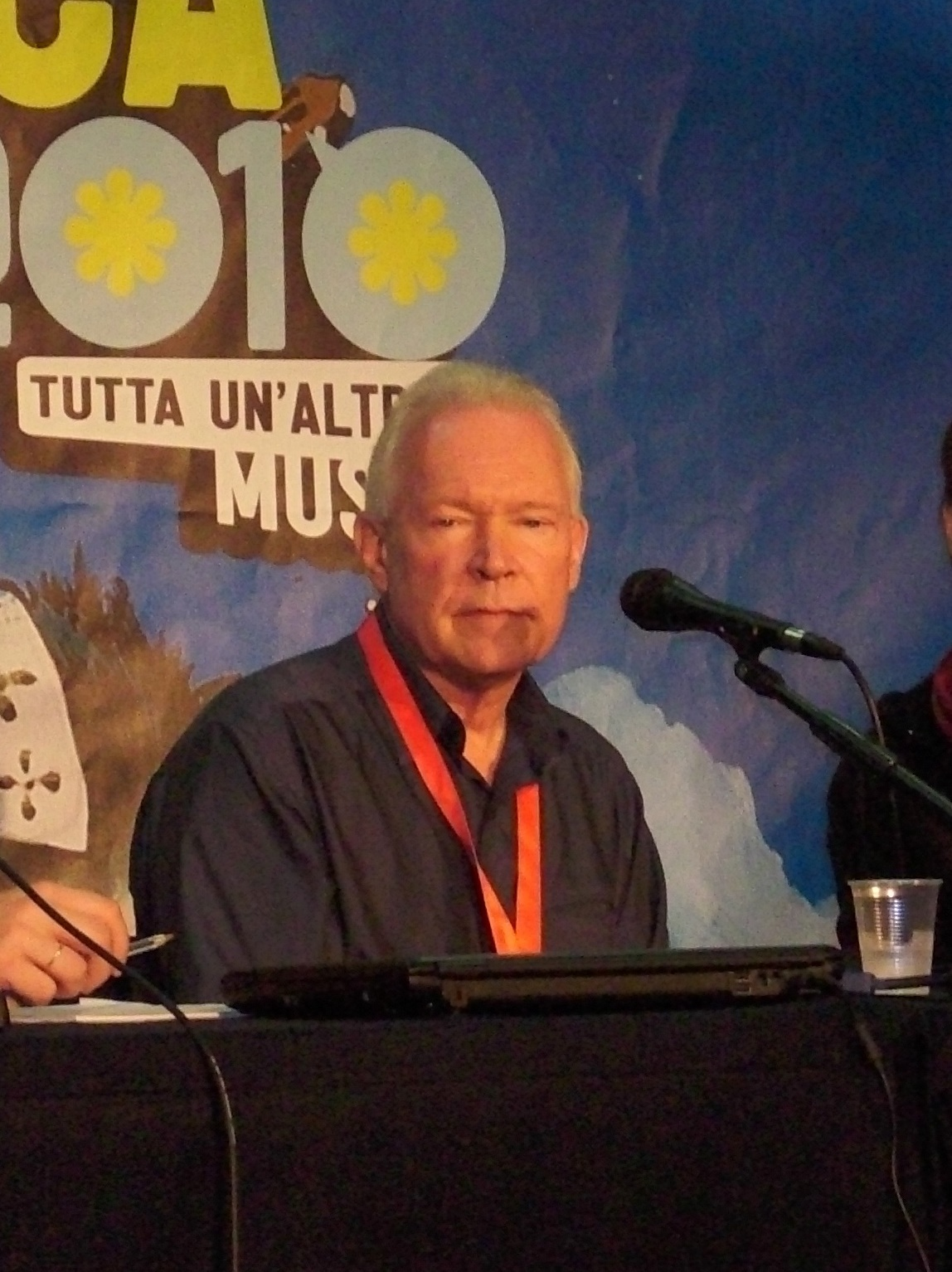
L'auteur de fantasy Terry Brooks signe la mise en roman du film.

## Distinctions
Note : sauf mention contraire, les informations ci-dessous sont issues de la page Awards du film sur l'Internet Movie Database. Ici sont listés les principaux prix.
La Menace fantôme est nommée à trois Oscars du cinéma (Meilleurs effets visuels, Meilleurs mixage de son et Meilleur montage de son) mais perd les trois, face au film Matrix. Le film remporte cependant les Saturn Awards des meilleurs costumes et meilleurs effets visuels et d'autres récompenses comme le MTV Movie & TV Awards de la meilleure scène d'action. Parallèlement, le film reçoit sept nominations pour les Razzie Awards : pire film, pire réalisateur, pire scénario, pire second rôle masculin (Ahmed Best ou Jake Lloyd), pire second rôle féminin (Sofia Coppola), pire couple de cinéma (Jake Lloyd et Natalie Portman).

### Récompenses
| Année | Cérémonie ou récompense               | Prix                                                             | Lauréat(es)                                            |
| ----- | ------------------------------------- | ---------------------------------------------------------------- | ------------------------------------------------------ |
| 2000  | Saturn Awards                         | Meilleurs costumes                                               | Trisha Biggar                                          |
| 2000  | Saturn Awards                         | Meilleurs effets visuels                                         | Dennis Muren, John Knoll, Scott Squires et Rob Coleman |
| 2000  | BMI Film and TV Awards                | Meilleure musique de film                                        | John Williams                                          |
| 2000  | Las Vegas Film Critics Society Awards | Meilleurs costumes                                               | Trisha Biggar                                          |
| 2000  | MTV Movie & TV Awards                 | Meilleure scène d'action                                         | La course de modules                                   |
| 2000  | Razzie Awards                         | Pire second rôle masculin                                        | Ahmed Best                                             |
| 2000  | Young Artist Awards                   | Meilleure prestation dans un film Acteur âgé de dix ans ou moins | Jake Lloyd                                             |

### Nominations
| Année | Cérémonie ou récompense                         | Prix                                             | Lauréat(es)                                                 |
| ----- | ----------------------------------------------- | ------------------------------------------------ | ----------------------------------------------------------- |
| 1999  | Teen Choice Awards                              | Meilleur film dramatique                         |                                                             |
| 1999  | Teen Choice Awards                              | Meilleur film dramatique de l'été                |                                                             |
| 1999  | Teen Choice Awards                              | Meilleur méchant                                 | Ray Park                                                    |
| 2000  | Oscar                                           | Meilleurs mixage de son                          | Gary Rydstrom, Tom Johnson, Shawn Murphy et John Midgley    |
| 2000  | Oscar                                           | Meilleur montage de son                          | Ben Burtt et Tom Belfort                                    |
| 2000  | Oscar                                           | Meilleurs effets visuels                         | Dennis Muren, John Knoll, Scott Squires et Rob Coleman      |
| 2000  | British Academy Film and Television Arts Awards | Meilleur son                                     | Ben Burtt et Gary Rydstrom                                  |
| 2000  | British Academy Film and Television Arts Awards | Meilleurs effets visuels                         | Dennis Muren, John Knoll, Scott Squires et Rob Coleman      |
| 2000  | Saturn Awards                                   | Meilleur film de science-fiction                 |                                                             |
| 2000  | Saturn Awards                                   | Meilleur acteur                                  | Liam Neeson                                                 |
| 2000  | Saturn Awards                                   | Meilleur acteur dans un second rôle              | Ewan McGregor                                               |
| 2000  | Saturn Awards                                   | Meilleure actrice dans un second rôle            | Pernilla August                                             |
| 2000  | Saturn Awards                                   | Meilleur(e) jeune acteur ou actrice              | Jake Lloyd ou Natalie Portman                               |
| 2000  | Saturn Awards                                   | Meilleure réalisation                            | George Lucas                                                |
| 2000  | Saturn Awards                                   | Meilleur maquillage                              | Paul Engelen, Sue Love et Nick Dudman                       |
| 2000  | Brit Awards                                     | Meilleur bande sonore                            |                                                             |
| 2000  | Grammy Awards                                   | Meilleure composition instrumentale pour un film | John Williams                                               |
| 2000  | MTV Movie & TV Awards                           | Meilleur méchant                                 | Ray Park                                                    |
| 2000  | MTV Movie & TV Awards                           | Meilleur combat                                  | Ray Park, Liam Neeson et Ewan McGregor                      |
| 2000  | Razzie Awards                                   | Pire film                                        |                                                             |
| 2000  | Razzie Awards                                   | Pire couple de cinéma                            | Jake Lloyd et Natalie Portman                               |
| 2000  | Razzie Awards                                   | Pire second rôle masculin                        | Jake Lloyd                                                  |
| 2000  | Razzie Awards                                   | Pire second rôle féminin                         | Sofia Coppola                                               |
| 2000  | Razzie Awards                                   | Pire réalisateur                                 | George Lucas                                                |
| 2000  | Razzie Awards                                   | Pire scénario                                    | George Lucas                                                |
| 2000  | Satellite Awards                                | Meilleurs effets visuels                         | Dennis Muren, John Knoll, Judith Weaver et Peter Hutchinson |
| 2000  | Satellite Awards                                | Meilleur son                                     | Tom Belfort et Matthew Wood                                 |

## Analyse
Comme les précédents films Star Wars, La Menace Fantôme fait plusieurs fois références à des souvenirs de jeunesse de George Lucas et à ses premiers films. Les films mélangent également différentes mythologies et cultures.

### Inspirations

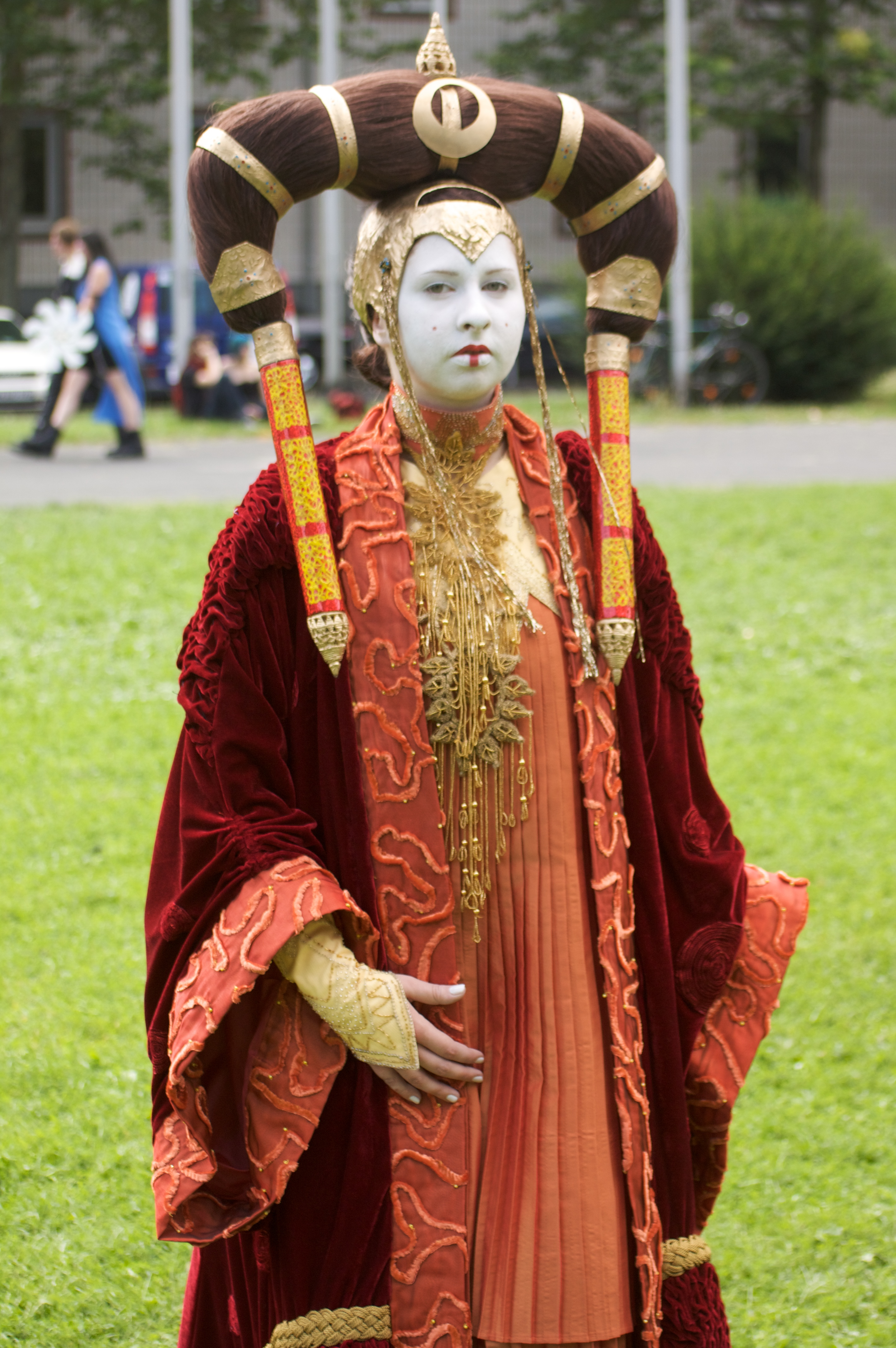
Cosplay d'un costume d'inspiration japonaise de la reine Padmé Amidala.

Les Jedi pratiquent la médiation zen et les arts martiaux comme les anciens guerriers samouraïs japonais. Le nom de Qui-Gon dérive d'ailleurs du qi gong, une gymnastique traditionnelle chinoise et une science de la respiration impliquant la méditation et la circulation de l'énergie vitale appelée « qi ».
Les films japonais tels que La Forteresse cachée (1958) d'Akira Kurosawa ont été une source d'inspiration pour les trois premiers films. La Menace fantôme a été également influencée par la culture japonaise. Les historiens du cinéma Geoff King et Tanya Krzywinska affirment que « Les costumes et la conception des maquillages favorisent un mélange du gothique et de l'oriental sur quelque chose de très futuriste. Le gothique est le plus fortement présent dans l'apparence démoniaque de Dark Maul. Son maquillage rouge et noir emprunte la forme des représentations des démons japonais ». King et Krzywinska notent que « la queue de cheval de Qui-Gon et la position d'Obi-Wan comme apprenti les fait ressembler aux traditionnels Samouraï ». Ils concluent qu' « Amidala, conformément à son statut et à son personnage, a de nombreuses tenues officielles avec des cheveux sculptés et un maquillage d'inspiration japonaise ». L’idée que la reine se sert de ses servantes comme doublures vient elle aussi des films de Kurosawa. La scène où Amidala se fait passer pour une servante pour découvrir en toute simplicité la planète Tatooine est également inspirée des films du réalisateur japonais. Lucas a d’ailleurs produit Kagemusha, un film de Kurosawa qui comporte une scène avec une doublure royale.
Il y a aussi beaucoup de références à la mythologie chrétienne dans le film, comme l'apparence de Dark Maul, qui s'inspire largement de la représentation traditionnelle du diable chrétien avec sa peau rouge et ses cornes. Les tatouages faciaux de Maul sont en revanche inspirés de ceux des peuples indigènes du Brésil. La saga Star Wars reprend dans son ensemble un élément de la mythologique chrétienne autour du personnage d'Anakin Skywalker. Il est l'élu issu d'une conception virginale. Il est aussi tenté de rejoindre les démoniaques Sith. Mais sa disgrâce dans La Revanche des Sith l'empêche d'accomplir son destin d'élu qui rétablira l'« équilibre dans la Force ». L'histoire de la conception virginale a été inspirée à Lucas par l'essai Le Héros aux mille et un visages écrit en 1949 par le mythologue Joseph Campbell. C'est dans ce même essai qu'il puise le caractère de Jar Jar Binks. Celui-ci est l'archétype du parasite des tragédies grecques. Un personnage de gentil simplet qui s'accroche aux héros de la mythologie.